# Editorial Actar
ACTAR es una editorial fundada en el año 1994 en Barcelona, por Ramon Prat. Inicialmente se dedicó a publicar libros sobre arquitectura, diseño gráfico y arte contemporáneo. En una primera etapa, Los títulos publicados fueron una muestra representativa de obras y figuras influyentes, cuyo trabajo incidía de forma considerable en la investigación y la práctica contemporáneas más innovadoras y arriesgadas. 
Muchas de las publicaciones de esa década reflexionaron sobre cómo las nuevas tecnologías, que definían una nueva sociedad de la información, eran incorporadas a la práctica arquitectónica. Tanto desde lo experimental como desde una creatividad desbordada, a pesar de unos resultado muchas veces ingenuos. 
En 2006, ACTAR abrió una oficina en Nueva York para distribuir sus libros en Norteamérica, bajo el nombre de ACTAR D. Además de los títulos internos de la editorial, ACTAR D distribuye publicaciones internacionalmente de otras editoriales, universidades e instituciones culturales.
Actar adquirió la editorial suiza Birkhäuser Verlag en 2010, convirtiéndose en la empresa más importante de contenidos sobre arquitectura, bajo el nuevo nombre ActarBirkhäuser. Sin embargo, en 2012 Birkhäuser Verlag fue vendida de nuevo, esta vez a de Gruyter, debido a los cambios estructurales del sector editorial, por los efectos de la creciente crisis en el sector de la construcción, así como por la irrupción desmesurada de contenidos gratuitos en Internet.
A partir de 2012, ACTAR fue a su vez adquirida por la empresa Norteamérica ACTAR D, convirtiéndose ahora en ACTAR PUBLISHERS. Si bien su catálogo se centrará sobre todo en arquitectura, éste no abandonará su cometido desde que se fundó la editorial en los 90: fijar la producción arquitectónica más arriesgada, cuya base está en la investigación de otras maneras de proyectar y construir en una sociedad cambiante hacia los requerimientos que se le piden al arquitecto. 
ACTAR PUBLISHERS entra en esta nueva fase más permeable a contenidos que establecen debates mucho más maduros, abiertos e inclusivos. Unos contenidos que apuestan por atraer hacia la arquitectura otras miradas externas y más allá de sí misma, aunque no por ello abandone el verdadero interés de esta disciplina proyectual. Para ello, ACTAR ha lanzado una nueva multiplataforma digital llamada urbanNext, desde la cual repensar las ciudades y expandir la arquitectura. Esta nueva herramienta digital permitirá una difusión global desde donde producir y dinamizar nuevas debates sobre los entornos urbanos.
Además de los volúmenes publicados por la propia editorial, Actar distribuye publicaciones de otras editoriales e instituciones culturales.

## Libros
Mutaciones es un libro escrito por el arquitecto Rem Koolhaas, entre otros, y editado por la Editorial Actar en el año 2000.
Ya se ha convertido en todo un clásico del urbanismo, pues reflexiona sobre el fenómeno de las rápidas mutaciones urbanas.
Se han vendido más de 33.000 ejemplares, en ediciones en español, francés e inglés.
link de la exposición
https://web.archive.org/web/20090216131149/http://www.mutations.arcenreve.com/index2.html
FOOD for thought THOUGHT for food (El Bulli i Ferran Adrià), 2009 Actar Editorial, ISBN 978-84-96954-68-7

## Premios
- Premio Ciudad de Barcelona 2007 a la Proyección Internacional
- Premio Nacional de Diseño, Generalidad de Cataluña, edición 2005.
- Premio Daniel Gil de diseño Editorial a la Trayectoria Editorial, edición 2004.
- Medalla ADG-FAD a la trayectoria editorial, edición 2003.
- Premios Laus del FAD

Ha sido premiada 6 años consecutivos, concretamente en la categoría de diseño gráfico, convocados para el Fomento de las Artes del Diseño (FAD) entre 1995 en el año 2000.

## Enlaces
- http://www.actar.com/ Actar Publishers and Actar D, Inc
- http://www.urbannext.net urbanNext, expanding architecture to rethink cities